# Аналитичка психологија
Аналитичка психологија (sometimes translated as analytic psychology and referred to as Jungian analysis), метод психоанализе, појам који обухвата психолошке правце, попут структуралне психологије, којима је заједничко да душевни живот и појаве рашчлањују или своде на извесне елементе. Наглашава разлагање, растављање сложених психичких феномена на једноставне елементе и посебну пажњу поклања несвесним феноменима. Посебно важан је процес индивидуације. Њеним оснивачем се сматра Карл Густав Јунг. Аналитичка психологија је термин који је сковао швајцарски психијатар Карл Густав Јунг, да би описао истраживање своје нове „емпиријске науке“ о психи. Дизајниран је да се направи разлика од Фројдових психоаналитичких теорија, јер се њихова седмогодишња сарадња на психоанализи приводила крају између 1912. и 1913. године. Еволуција његове науке садржана је у његовом монументалном опусу, Сабраним делима, написаним током шездесет година његовог живота.
Међу широко кориштеним концептима за које је посебно заслужна аналитичка психологија су: анима и анимус, архетипови, колективно несвесно, комплекси, екстраверзија и интроверзија, индивидуација, себство, сена и синхроност. Индикатор типа Мајерс–Бригс (MBTI) заснован је на још једној Јунговој теорији о психолошким типовима. Мање позната идеја била је Јунгов појам психоида за означавање хипотетичког иманентног плана изван свести, различитог од колективног несвесног, и потенцијални локус синхроности.
За приближно „три школе“ постјунгијевске аналитичке психологије, присутне у данашњости, класичне, архетипске и развојне, може се рећи да одговарају развијајућим, али преклапајућим аспектима Јунгових животних истраживања, мада он изричито није желео да започне школу.(pp. 50–53) Отуда, пошто је Јунг полазио из клиничке праксе која је углавном била традиционално заснована на науци и била уроњена у рационалистичку филозофију, антропологију и етнографију, његов истраживачки ум га је истовремено одвео у више езотеричних сфера као што су алхемија, астрологија, гностицизам, метафизика, мит и паранормално, а да никада није напустио своју приврженост науци, о чему сведочи његова дуготрајна сарадња са Волфгангом Паулием. Његова широка прогресија сугерише према неким коментаторима да је с временом његова аналитичка психотерапија, информисана његовом интуицијом и телеолошким истраживањима, постала више „уметност“.
Налази јунговске анализе и примена аналитичке психологије на савремене преокупације као што су социјални и породични односи, снови и ноћне море, равнотежа између посла и живота, архитектура и урбано планирање, политика и економија, сукоби и ратовање и климатске промене илустроване су у све већем броју публикација и филмова.

## Порекло
Јунг је свију каријеру започео као психијатар у Цириху у Швајцарској. Он је био запослен у болници Бургхолцли већ 1901. године. У својој академској дисертацији за медицински факултет Универзитета у Цириху он је ризиковао користећи своје експерименте о месечарењу и визијама своје медијумске рођаке Хели Прајсверк. Рад је носио наслов „О психологији и патологији такозваних окултних појава“. Рад је био прихваћен, али је изазвао велику узнемиреност у породици његове мајке. Под руководством психијатра Еугена Блојлера, такође је спровео истраживање са својим колегама користећи галванометар за процену емоционалне осетљивости пацијената на спискове речи током удруживања речи.  Јунг је оставио опис употребе уређаја у лечењу. Његова истраживања су му донела светску репутацију и бројне почасти, укључујући почасне докторате са универзитета Кларк и Фордхам 1909. и 1910. године. Касније су уследиле и друге почасти.